# Борго И.Н.А. (Венеција)
Борго И.Н.А. (итал. Borgo I.N.A.) је насеље у Италији у округу Венеција, региону Венето.
Према процени из 2011. у насељу је живело 64 становника. Насеље се налази на надморској висини од 0 м.